# Festival de Cine Latinoamericano y Caribeño de Margarita
El Festival de Cine Latinoamericano y Caribeño de Margarita es un importante evento cultural, con alcance internacional, dedicado a generar espacios de difusión, impulso y promoción a lo más destacado de la cinematografía venezolana, latinoamericana y caribeña. Inició su actividad en el año 2008, a través de la Plataforma de Cine y Medios Audiovisuales del Ministerio de Cultura de Venezuela, contando con la Distribuidora Nacional de Cine Amazonia Films como ente organizador. Se realiza durante el mes de octubre de cada año en la turística isla de Margarita. En 2014 se celebrará su VII edición.

## Categorías de Premiación
- - Ópera Prima Latinoamericana y Caribeña de Ficción
  - Ópera Prima Latinoamericana y Caribeña Documental
  - Animación Latinoamericana y Caribeña
  - Largometraje Venezolano de Ficción
  - Largometraje Venezolano Documental
  - Mediometraje Venezolano de Ficción
  - Mediometraje Venezolano Documental
  - Cortometraje Venezolano de Ficción
  - Corto Venezolano Documental
  - Premio del Público
  - Premio de la Federación De Escuelas de la Imagen y Sonido de América Latina (FEISAL)
  - Premio al mejor Montaje y Edición de la Sociedad Cinematográfica de Editores de Venezuela (SCEV)

## Secciones
- - Clínica de Guiones Rodolfo Santana "Las Primas tienen Padrinos"
  - Curso de Desarrollo de Proyectos Audiovisuales
  - Concurso Nacional de Cine y Video Comunitario
  - Concurso de Cine Infantil Mis Primeros Pies-cesitos
  - Cine Bajo las Estrellas
  - Filmarcito

## Ganadores del Año 2011
Sección de Cine Nacional
| Categoría                          | Película Ganadora               | Director                             |
| ---------------------------------- | ------------------------------- | ------------------------------------ |
| Largometraje Ficción Venezolano    | Samuel                          | Cesar Lucena                         |
| Largometraje Documental Venezolano | Cabimas, donde todo comenzó     | Jacobo Penzo                         |
| Cortometraje Ficción Venezolano    | Hoy no se hace pastel de Chucho | Braulio Rodríguez                    |
| Mediometraje Documental Venezolano | Escrito en la Tierra            | Gabriela González y Florencia Mujica |
| Cortometraje Documental Venezolano | Medicina Tradicional            | Libia Planas                         |

Sección Latinoamericana y Caribeña
| Categoría                                              | Película Ganadora    | Director                |
| ------------------------------------------------------ | -------------------- | ----------------------- |
| Opera Prima Latinoamericana y Caribeña de Documentales | Muchedumbre30S       | Rodolfo Muñoz Ecuador   |
| Opera Prima Latinoamericana y Caribeña de Ficción      | Hora Cero (película) | Diego Velasco Venezuela |

## Ganadores del Año 2012
Ganadores Sección Cine Nacional
| Categoría                          | Película Ganadora      | Director         |
| ---------------------------------- | ---------------------- | ---------------- |
| Largometraje Ficción Venezolano    | El Manzano Azul        | Olegario Barrera |
| Largometraje Documental Venezolano | Fuego sobre el Marmara | David Segarra    |
| Cortometraje Ficción Venezolano    | Aida                   | Evans Briceño    |
| Mediometraje Documental Venezolano | Yo, Indocumentada      | Andrea Baranenko |
| Cortometraje Documental Venezolano | Yo recuerdo            | Luis Herrera     |

Ganadores Sección Latinoamericana y Caribeña
| Categoría                                                    | Película Ganadora       | Director                         |
| ------------------------------------------------------------ | ----------------------- | -------------------------------- |
| Opera Prima Latinoamericana y Caribeña Ficción               | En el Nombre de la Hija | Tania Hermida, Ecuador           |
| Opera Prima Latinoamericana y Caribeña Documental            | Con mi Corazón en Yambo | María Fernanda Restrepo, Ecuador |
| Corto o Mediometraje Latinoamericano y Caribeño de Animación | Eskimal                 | Homero Ramírez, México           |

## Ganadores del Año 2013
Ganadores
Competencia
-Ópera Prima Valetín Malaver: Princesas Rojas – Laura Astorga (Costa Rica).-
– Ópera Prima Latinoamericana y Caribeña Largometraje Documental: Los Vargas Brothers – Juan Manuel Fernández  (Costa Rica).-
– Premio Feisal otorgado por la Federación de Escuelas de la Imagen y el Sonido de América Latina: Mejunje – Juan Manuel Gamazo  (Cuba-España).-
– Corto y Mediometraje de Animación Latinoamericano y Caribeño: Nuestra Arma es Nuestra Lengua –  Cristián Cartier  (Argentina).-
- Mención Honorífica: Galus Galus – Clarissa Duque (Venezuela).-

-Largometraje de Ficción Venezolano: El Regreso – Patricia Ortega.-
– Largometraje Documental Venezolano: El Laberinto de lo Posible –  Wanadi Siso.-
– Premio de Público: Cuidado con lo que Sueñas – Geyka Urdaneta.-
–  Cortometraje de Ficción Venezolano: Tempo Adagio – Alcione Guerrero.-
– Mediometraje Documental Venezolano: Las Muchachas – Gabriela González Fuentes.-
– Cortometraje Documental Venezolano: The Barrel (El Galón) – Anabel Rodríguez Ríos.-
- Mención Honorífica a Si supieras cuánto vale – Diego Camilo Figueroa.-

VI Concurso Nacional de Cine y Video Comunitario
Lugar – La Batalla de Ospino La Cantata – Rafael Liscano (Portuguesa)
Lugar – ¡Ahora tenemos Patria! – Jeniffer Vera, Aminta Beleño, Niwman Gutiérrez (Carabobo).-
Lugar – Toda una Miss – Maurys Arocha (Carabobo).-
III Concurso Mis Primeros Pies-cesitos
Nacimiento –  Dirección Colectiva del estado Aragua;
El Toque Especial – Sebastián Díaz y María Fernanda Aparicio (Carabobo).-
Hola, Soy Tradiciones –  de Cristián Quijada, Fabiana Mujica y Edgar Marval (Nueva Esparta).-
Premio a la investigación
El premio Octavio Getino de Investigación sobre el Espacio Audiovisual de América Latina y el Caribe fue otorgado a Todos contra Hollywood. Políticas, redes e fluxos do espaco cinematográfico do Mercosul, Autora: Daniele Pereira Canedo de Brasil.-